# 2008年の交通
2008年の交通（2008ねんのこうつう）とは、2008年（平成20年）に起こった交通関係の出来事をまとめたページである。
2007年の交通 - 2008年の交通 - 2009年の交通

## 出来事の一覧

### 4月
- 1日
  - （BS移転・BS名称変更）  日本交通 大阪・神戸・京都線 智頭BS ⇒ 智頭福原BS
- 11日
  - （交通事故）  静岡県牧之原市の東名高速道路下り線を走行していた大型トラックのタイヤが1本脱輪し、外れたタイヤは中央分離帯を乗り越えて上り線を走行中の観光バスに直撃[1]。観光バスの運転士が死亡、乗客7人が軽傷を負った[1]。